# ادواردو کاتو
ادواردو کاتو (به ایتالیایی: Edoardo Catto) بازیکن فوتبال و اهل ایتالیا است که از سال ۱۹۲۴ میلادی عضو تیم ملی فوتبال ایتالیا بوده و در ۱ بازی ملی حضور داشته‌است. او در بازی‌های ملی‌اش گلی به ثمر نرساند.
ادواردو کاتو آخرین بازی ملی خود را در سال ۱۹۲۴ میلادی انجام داد.